# استاد راشد
استاد راشد هو استاد رياضي متعدد الاستخدامات لكنه يستخدم عادة لمباريات كرة القدم يقع الاستاد في دبي في دولة الإمارات العربية المتحدة ويتسع ل18 ألف متفرج. ويعتبر الملعب الخاص بنادي شباب الأهلي الذي ينشط في الدوري الإماراتي للمحترفين.

## وصلة خارجية
- Soccerway.com